# Fakir Musafar

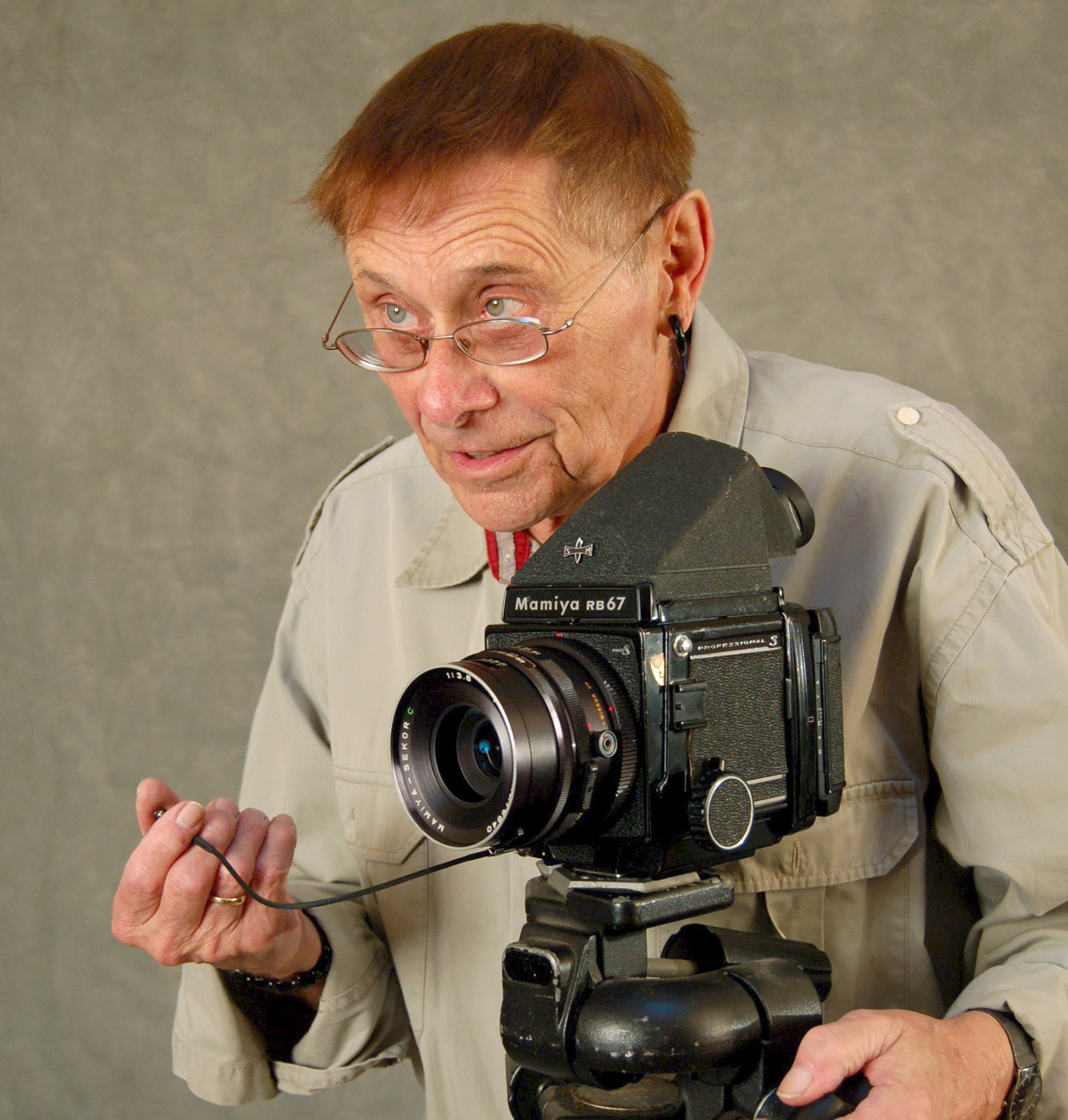
Fakir Musafar (2007)

Fakir Musafar war der Künstlername von Roland Loomis (* 10. August 1930 in South Dakota; † 1. August 2018). Er gilt als Begründer der Modern-Primitive-Bewegung. An seinem eigenen Körper experimentierte er mit verschiedenen Techniken der Körpermodifikation wie dem Piercing, dem Branding oder der Suspension und war bekannt für das Tragen von Korsetts.

## Leben
Mit zwölf Jahren stach er sich das erste Piercing und führte 1966 oder 1967 eine Brust-Suspension vor. 1977 trat er auf der International Tattoo Convention in Nevada erstmals öffentlich unter dem Pseudonym Fakir Musafar auf. Seine Partnerin war Cleo Dubois.
1992 bis 1999 veröffentlichte er die Zeitschrift BodyPlay and Modern Primitives Quarterly. Musafars Texte und Fotografien wurden in Theater Journal, Bizarre magazine, Skin Two und PFIQ (Piercing Fan International Quarterly) veröffentlicht. Fakir Musafar wirkte mehrmals an Dokumentarfilmen mit, unter anderem 2005 an dem Film Modify.

## Ehrungen
Im Mai 2019 widmete die Association of Professional Piercers (APP) Fakir Musafar eine Sonderausstellung in Las Vegas.